# Bromsgroviscorpio willsi
Bromsgroviscorpio
Genre
Espèce
Bromsgroviscorpio willsi, unique représentant du genre Bromsgroviscorpio, est une espèce fossile de scorpions de la famille des Isobuthidae.

## Distribution
Cette espèce a été découverte à Bromsgrove en Angleterre. Elle date du Trias.

## Étymologie
Cette espèce est nommée en l'honneur de Leonard Johnston Wills.

## Publication originale
- Kjellesvig-Waering, 1986 : « A restudy of the fossil Scorpionida of the world. » Palaeontographica Americana, vol. 55, p. 5-287.